# Ordini di grandezza (dati)
Questa tabella confronta i vari ordini di grandezza per i dati o le informazioni misurati in bit. Per facilitare la lettura si è scelto di chiamare i gruppi di 8 bit col termine più pratico e diffuso di byte.

## 1 bit
- 1 bit – Minima quantità di informazione trattabile da un sistema di elaborazione digitale
- 3 bit – Sono necessari per rappresentare una cifra nel sistema numerico ottale
- 4 bit – Un semiottetto o nibble. La dimensione minima per rappresentare una cifra in esadecimale.
- 5 bit – Dimensione del sistema di codifica Baudot usato nelle comunicazioni via telescrivente.
- 6 bit – Dimensione del sistema di codifica Braille un sistema di lettura/scrittura tattile usato dai non vedenti.
- 7 bit – Dimensione del sistema di codifica ASCII usato per rappresentare i caratteri nei computer.
- 8 bit – Un ottetto di bit, ossia un byte utilizzato in moltissime architetture di computer (ma non in tutte).[ad esempio ?]

## 10 bit
(decine di bit)
- 16 bit – Dimensione di una "parola" in vari sistemi informatici basati sull'omonima architettura. Una parola di 16 bit può assumere 65 536 differenti valori.
- 32 bit – Formato di numeri interi con cui si possono rappresentare 4 294 967 296 differenti valori.
- 32 bit – Dimensione di un numero in virgola mobile a singola precisione nello standard IEEE 754.
- 32 bit – Dimensione di un indirizzo IPv4, ossia l'Internet Protocol oggi in uso.
- 56 bit – su una chiave complessiva di 64 bit, sono effettivamente utilizzati dall'algoritmo del sistema di crittografia Data Encryption Standard (DES).
- 64 bit – Formato di numeri interi con cui si possono rappresentare 18 446 744 073 709 552 000 differenti valori.
- 64 bit – Sono usati nello standard IEEE 754 per rappresentare i numeri in virgola mobile a doppia precisione.

## 102bit
(100 bit; centinaia di bit)
- 128 bit – Dimensione di un indirizzo IPv6, il nuovo Internet Protocol oggi in avanzata fase di sperimentazione.
- 128 bit – Dimensioni minime delle chiavi negli algoritmi crittografici degli standard Rijndael e AES.

## 103bit
(1 000 bit; 1 kilobit; migliaia bit)
- 1024 bit – 1 kibibit ossia 210 bit
- 8000 bit – 1 kilobyte ossia 103 byte
- 8192 bit – 1 kibibyte ossia 213 bit o 210 byte

## 104bit
(10 000 bit; decine di migliaia di bit)

## 105bit
(100 000 bit; centinaia di migliaia di bit)

## 106bit
(1 000 000 bit; 1 Megabit; milioni di bit) 
- 1 048 576 bit (220 bit) – 1 mebibit.
- 8 000 000 bit (106 byte) – 1 megabyte.
- 8 388 608 bit (223 bit, 220 ottetti) – 1 mebibyte.

## 107bit
(10 000 000 bit; decine di milioni di bit)
- 11 796 480 bit – Capacità di un floppy disk da 3,5", colloquialmente conosciuto come 1,44 megabyte ma definito in realtà come 1,44 × 1000 × 1024 bytes.
- 25 000 000 bit – Numero di dati in una normale immagine a colori.
- 25 964 951 bit – Dimensione del più grande Numero primo di Mersenne conosciuto fino al febbraio 2005, tutti 25 964 951 bit che lo compongono sono a 1.
- 50-100 megabit – L'ammontare di informazioni contenuto in un normale elenco telefonico.

## 108bit
(100 000 000 bit; centinaia di milioni di bit)
- 150 000 000 bit – È l'ammontare di informazioni in una grande mappa foldout.

## 109bit
(1 000 000 000 bit; 1 Gigabit; miliardi di bit)
- 1 073 741 824 bit (230 bit) – 1 gibibit.
- 5,45×109 bit (650 mebibyte) – La capacità di un normale compact disc.
- 6,4×109 bit – La capacità del genoma umano, circa 3,2 miliardi di coppie.
- 8 000 000 000 bit (109 byte) – 1 gigabyte.
- 8 589 934 592 bit (233 bit o 230 byte) – 1 gibibyte.

## 1010bit
(10 000 000 000 bit; decine di miliardi di bit)

## 1011bit
(100 000 000 000 bit; centinaia di miliardi di bit)
- 1,46×1011 bit (17 gibibyte) – Capacità di un DVD doppia faccia e doppio strato.
- 2,15×1011 bit (25 gibibyte) – Capacità di un disco blu-ray di 12 cm a singola faccia e a singolo strato.

## 1012bit
(1 000 000 000 000 bit; 1 terabit; bilioni di bit)
- 1012 bit (100 gigabyte) – Dimensione approssimativa di tutti i progetti Wikimedia.
- 1,6×1012 bit (200 gigabyte) – Capacità di un normale hard disk nel 2004.
- ≈ 4,12×1012 bit (515 gibibyte) – L'ammontare di dati risultati dal calcolo delle cifre di π, il più grande numero di cifre decimali mai calcolate per un numero fino al 2002 (il numero totale di cifre è circa 1,24 trilioni).

## 1013bit
(10 000 000 000 000 bit; decine di bilioni di bit)

## 1014bit
(100 000 000 000 000 bit; centinaia di bilioni di bit)
- 1,5×1014 bit (18,75 terabyte) – Ammontare delle informazioni contenute nella Biblioteca del Congresso di Washington se fossero in formato digitale

## 1015bit
(1 000 000 000 000 000 bit; 1 Petabit; biliardi di bit)
- 2,4×1015 bit (300 terabyte) – Dimensione dell'Internet Archive nel 2004.

## 1016bit
(10 000 000 000 000 000 bit; decine di biliardi di bit)
- 4,5×1016 bit (5,625 petabyte) – Spazio stimato della server farm di Google fino al 2004.

## 1017bit
(100 000 000 000 000 000 bit; centinaia di biliardi di bit)
- 1,8×1017 bit (180 petabit) – Quantità di dati che ogni giorno viaggia su internet

## 1018bit
(1 000 000 000 000 000 000 bit; 1 Exabit; trilioni di bit)
- 5,4×1018 bit – L'ammontare di tutti i dati (stampa, film, magnetici, foto) registrati nel 2002.[1]

## 1019bit
(10 000 000 000 000 000 000 bit; decine di trilioni di bit)

## 1020bit
(100 000 000 000 000 000 000 bit; centinaia di trilioni di bit)

## 1021bit
(1 000 000 000 000 000 000 000 bit; 1 Zettabit triliardi di bit)

## 1022bit
(10 000 000 000 000 000 000 000 bit; decine di triliardi di bit)
- 1,8×1022 bit (2,25 zettabyte) – Informazioni che (se esistesse una tecnica per farlo) potrebbero essere contenute in un grammo di DNA[2].